# Pierre Bureau (réalisateur)
Pour les articles homonymes, voir Pierre Bureau et Bureau.
Pierre Bureau est un réalisateur et scénariste français de télévision actif de la fin des années 1950 à la fin des années 1980.

## Filmographie
(en tant que réalisateur sauf précision)

### Téléfilms
- 1966 : La Grande Peur dans la montagne de Pierre Cardinal - en tant que co-scénariste
- 1970 : Le Fauteuil hanté - également scénariste
- 1971 : Diabolissimo
- 1971 : L'Exécution du duc de Guise
- 1971 : Le Baladin du monde occidental
- 1971 : Robert Macaire
- 1972 : Le Nez d'un notaire
- 1973 : Byron, libérateur de la Grèce ou le Jardin des héros
- 1973 : Les écrits restent - également scénariste
- 1973 : Maître Zacharius - également scénariste
- 1974 : Jean Dasté
- 1981 : Les Fiançailles de feu
- 1984 : Cinéma 16 : La Fuite

### Séries télévisées
- 1958–1960 : Airs de France (7 épisodes) - en tant qu'assistant réalisateur
- 1959 : Les Joies de la vie - en tant qu'assistant réalisateur
- 1985 : Les Enquêtes du commissaire Maigret, épisode Le Client du samedi
- 1985 : Permis de construire
- 1986 : La Guerre des femmes
- 1988 : Les Enquêtes du commissaire Maigret, épisode Le Chien jaune

### Jeux télévisés
- 1975 : L'Homme qui n'en savait rien, jeu de Grégory Franck